# La Reine et le Cardinal
Pour plus de détails, voir Fiche technique et Distribution.
La Reine et le Cardinal est un téléfilm franco-italien en deux épisodes réalisé par Marc Rivière et diffusé en 2009 sur France 2.

## Synopsis
À la mort de Richelieu, le cardinal Mazarin lui succède comme Principal Ministre à la demande du roi Louis XIII, qui lui demande également d’être le parrain du Dauphin. La reine, voyant en Mazarin le continuateur de la politique de Richelieu à laquelle elle s’opposait, finit par se laisser amadouer par sa diplomatie et ses bonnes manières. Lorsqu’elle devient régente après la mort du roi, elle le nomme Premier Ministre et le choisit comme principal conseiller au conseil de régence. Leur complicité grandit au-delà de la sphère politique et ils s’aiment clandestinement.
Les lourdes taxes décidées par Mazarin le rendent impopulaire et il se trouve rapidement confronté à la Fronde Parlementaire, qui le force à se réfugier avec la famille royale à Saint-Germain-en-Laye. Quand il s’oppose aux ambitions du prince de Condé qui risquent de faire ombrage à l’autorité royale, ce dernier prend le parti de la Fronde des princes contre le cardinal.
Contraint à l’exil — sur lequel s'ouvre le second épisode du téléfilm —, Mazarin continue à s’intéresser aux affaires du royaume depuis le château de Brühl où il séjourne en compagnie de sa sœur et de ses nièces. Après le couronnement de son filleul Louis XIV, il peut enfin rentrer en France et revoir la reine, avec laquelle il entretenait une relation épistolaire. Sa nièce Marie Mancini et le jeune roi s’éprennent l'un de l'autre, mais la raison d’État l’emporte : Mazarin et la reine éloignent Marie et organisent le mariage du jeune roi avec l’infante d’Espagne. Mazarin meurt, non sans avoir poussé le monarque vers l’absolutisme.

## Fiche technique
- Réalisation : Marc Rivière
- Scénario : Jacques Santamaria (coauteur avec Emmanuel Haymann d'un roman éponyme paru chez Michel Lafon)
- Chefs opérateurs : Roberto Venturi et Dominique Bouilleret
- Musique : Carolin Petit
- Producteur : Christian Charret
- Production : Gétévé - Rai Fiction - SFP
- Pays :  France,  Italie
- Durée :  100 min et 95 min
- Date de diffusion : 2009

## Distribution
- Philippe Torreton : le cardinal Mazarin
- Alessandra Martines : Anne d'Autriche
- Nicolas Vaude : le coadjuteur Retz
- Marc Citti : Jeure
- Cyril Descours : Louis XIV
- Carla Buttarazzi (VF Marie Denarnaud) : Marie Mancini
- Joséphine de Meaux : Madame de Motteville
- Christophe Reymond : Gaston d’Orléans
- Audrey Fleurot : la duchesse de Longueville
- Rudi Rosenberg : le prince de Condé, ex-duc d’Enghien
- Xavier de Guillebon : La Rochefoucauld
- Samuel Theis : Beaufort
- Damien Jouillerot : le prince de Conti
- Charley Fouquet : Madame de Chevreuse
- Léa Wiazemsky : Mademoiselle de Chevreuse
- Philippe du Janerand : Louis XIII
- Jean-Paul Comart : Louis XIV (âgé)
- Arthur Vaughan-Whitehead : Louis (de 10 à 13 ans)
- Antoine De Prekel : Louis (de 4 à 6 ans)
- Geoffroy Thiebaut : Villeroy
- Anne Plumet : Madame de Venel
- Jean Dell : Don Pimentel, ambassadeur d'Espagne
- Laurent Claret : le 3e prince de Condé
- Sylvie Degryse : la princesse de Condé
- Barbara Probst : Olympe Mancini
- Sylvie David : Madame Mancini
- Bernard Valais : Séguier
- Jacques Nourdin : Le Tellier
- Christophe Laparra : Lionne
- Xavier Dufour : Blancmesnil
- Stanislas Bonafé : le maréchal Turenne
- François-Paul Doussot : Vincent de Paul
- Rodolfo de Souza : Don Luis, ministre de Philippe IV
- Valérie Kéruzoré : Madame de Montbazon
- Rufus : Richelieu
- Jean-Louis Foulquier : le conseiller Broussel
- Franck de La Personne : Colbert
- Patrice Zonta : Charton

## Production
Le tournage s’est déroulé en Bourgogne au château de Bussy-Rabutin, situé à Bussy-le-Grand (Côte-d'Or), ainsi qu’à Noyers-sur-Serein (Yonne). Différents châteaux des Pays de la Loire ont également servi de décor (Brissac, Le Plessis-Macé, Le Plessis-Bourré, Le Lude, Blois et Chambord).

## Récompense
- Meilleure réalisation pour Marc Rivière au Festival de la fiction TV de La Rochelle 2008[3]